# معركة صفين
موقعة صِفِّين هي معركة وقعت في أرض يُقال لها صفّين (وهي منطقة قُرب الرقة السوريَّة حالياً)، وذلك بين جيش الصحابي والخليفة الراشدي الرابع علي بن أبي طالب وجيش الصحابي والي الشام معاوية بن أبي سفيان في شهر صَفَرْ سنة 37 هـ، وذلك بعد موقعة الجمل بسنة تقريباً، وانتهت بالتحكيم في شهر رمضان من نفس السنة.

## الخلفية

### معارضة عثمان
اتهم علي مرارًا الخليفة الثالث عثمان بالخروج عن القرآن والسنة، وانضم إليه معظم الصحابة الكبار لنبي الإسلام محمد، من بينهم طلحة والزبير. اتُهم عثمان اتهامات شديدة بمحاباة الأقارب والفساد والظلم، وعُرف عن علي أنه اعترض على هذا السلوك، متضمنًا هداياه الفاخرة لأبناء عشيرته الأمويين. وحمى علي أيضًا صحابة صريحين في انتقاداتهم، مثل أبي ذر الغفاري وعمار بن ياسر، من عثمان. يظهر علي في المراجع الباكرة أنه صاحب تأثير على عثمان دون أن يعارضه مباشرةً. كان بعض مؤيدي علي جزءًا من معارضة عثمان، وانضم إليهم طلحة والزبير، وعائشة أم المؤمنين رضي الله عنها وأرضاها. كانت الأخيرة تنتقد عثمان بسبب اجتهاداته الدينية ومحاباة الأقارب، إلا أنها كانت تعارضه أيضًا بسبب تقليله من معاشها. كان من بين مؤيدي علي مالك بن الحارث الأشتر (توفي سنة 657) وقراءً آخرين نالوا تعليمهم الديني. كان هؤلاء يريدون أن يروا علي يُنصب الخليفة التالي، ولو أنه لا يوجد دليل أنه كان على تواصل أو تنسيق معهم. ثمة أقاويل أن علي كان قد رفض مطالب بأن يقود المتمردين، ولو أنه من المحتمل أنه قد تعاطف مع مظالمهم، وبذلك اعتُبر نقطة ارتكاز طبيعية للمعارضة، على الأقل أخلاقيًا. ومن المحتمل أيضًا أن بعض الصحابة قد دعموا الاحتجاجات على أمل الإطاحة بعثمان أو أن يغير سياساته، مستخفين بذلك بخطورة معارضته. 

### اغتيال عثمان
مع تراكم مظالمهم، بدأت مجموعات ساخطة من المقاطعات بالوصول إلى المدينة عام 35 هجري، 656 ميلادي. في محاولتهم الأولى، سعت المعارضة المصرية وراء نصيحة علي، الذي حثهم على إرسال وفد للتفاوض مع عثمان، على عكس طلحة وعمار، الذين من المحتمل أنهما شجعا المصريين على التقدم نحو المدينة. وبالمثل طلب علي من المعارضة العراقية أن تتجنب العنف، الأمر الذي نُفذ. وتصرف أيضًا وسيطًا بين عثمان والمنشقين في المدينة في أكثر من مناسبة للاستماع إلى المظالم الاقتصادية والسياسية. خصوصًا، فاوض علي وضمن بالنيابة عن عثمان الوعود التي أقنعت المتمردين بالعودة إلى بيوتهم وإنهاء الحصار الأول. حث علي بعد ذلك عثمان على إعلان توبته علنًا، وهو ما فعله عثمان. لكن سرعان ما تراجع الخليفة عن إعلانه، ربما بسبب إقناع وزيره مروان بأن التوبة لم تؤد إلا إلى تقوية المعارضة. في طريق عودتهم، اعترض بعض المتمردين المصريين رسالة رسمية تأمر بمعاقبتهم. فعادوا إلى المدينة وفرضوا حصارًا على مكان إقامة عثمان للمرة الثانية، مطالبين إياه بالتنحي عن السلطة. رفض الخليفة التنحي وزعم أنه لم يكن على علم بالرسالة، التي غالبًا ما وُجه اللوم عليها إلى مروان في المصادر الباكرة. انحاز علي وصحابي آخر، محمد بن مسلمة، إلى عثمان في مسألة الرسالة، وكانا متشككين حيال مروان، في حين أن المؤرخ السني البلاذري (توفي عام 892 ميلادي) يشير إلى أن الخليفة قد اتهم علي بتزوير الرسالة. ويبدو هذا محتملًا حين رفض علي التوسط بصورة أكبر لدى عثمان. كون علي وراء الرسالة هو أيضًا رأي عالم الإسلاميات ليون كايتاني (توفي عام 1935). من بين المؤرخين الغربيين الآخرين، يبدي جيورجي ليفي ديلا فيدا (توفي عام 1967) تشككًا، في حين يرفض ويلفرد ماديلونغ بشدة الاتهام، قائلًا إنه «يحلق بالمخيلة» في غياب أي دليل. بالمقابل، يتهم ماديلونغ مروان، الوزير العدائي لدى عثمان، في حين يحمل هيو كينيدي عثمان المسؤولية عن الرسالة. اغتيل الخليفة بعد ذلك بفترة قصيرة في الأيام الأخيرة من عام 35 هجري (يونيو 656) على يد المتمردين المصريين، خلال غزوة على مكان إقامته في المدينة.

### دور علي في الاغتيال
لم يكن لعلي أي دور في الهجوم المميت، وتعرض ابنه الحسن لإصابة فيما كان يحرس مكان إقامة عثمان المحاصر بناء على طلب علي. وأقنع المتمردين أيضًا بألا يمنعوا وصول الماء إلى منزل عثمان خلال الحصار. وبعيدًا عن ذلك، يختلف المؤرخون حول الإجراءات التي اتخذت لحماية الخليفة الثالث. يقدم علي من قبل المؤرخ السني الطبري (توفي سنة 923) على أنه مفاوض مخلص يعنيه أمر عثمان بصدق. يشير ماديلونغ والمؤرخ المعاصر حسين إم جفري (توفي عام 2019) إلى محاولات علي للتوصل إلى مصالحة، ويرى المختص في الشؤون الإسلامية مارتين هايندز (توفي سنة 1988) أنه لم يكن بوسع علي أن يفعل ما هو أكثر من أجل عثمان. يشير المفكر الإسلامي رضا شاه كاظمي إلى «النقد البناء» الذي وجهه علي لعثمان ومعارضته للعنف، في حين كتب الباحث البهائي موجان مومن أن علي توسط بين عثمان والمتمردين، وحث الأول على تغيير سياساته ورفض طلب الأخيرين بأن يكون قائدًا لهم. وهذه وجهة نظر مشابهة لوجهة نظر المختص في الشؤون الإسلامية جون مكهوغو، الذي يضيف أن علي انسحب محبطًا حين قوض مروان جهوده في التوصل إلى سلم. يقترح المؤرخان فريد دونر وروبيرت غليف أن علي كان المستفيد الرئيسي من وفاة عثمان. بالمقابل، يتحدى ماديلونغ هذا الرأي، ويحاجج أن عائشة ما كانت لتعارض عثمان بشدة لو كان علي المحرك الرئيسي للتمرد وسيكون المستفيد المستقبلي منه. فقد لاحظ هو وآخرون العداوة التي تكنها عائشة لعلي، والتي ظهرت سريعًا بعد توليه السلطة في معركة الجمل (656). ترى المستشرقة لورا فيتشيا فاغليري (توفيت سنة 1989) أن علي رفض قيادة التمرد، إلا أنه كان متعاطفًا مع المتمردين ومن المحتمل أنه كان يتفق مع طلباتهم بشأن التنحي. ومن بين باحثين آخرين، يعتقد حسين نصر وأسماء أفسر الدين وليفي ديلا فيدا ويوليوس ويلهاوسن (توفي سنة 1918) أن على ظل على الحياد في هذا النزاع، في حين يصف كايتاني علي بأنه المذنب الرئيسي في جريمة مقتل عثمان، مع أن الأدلة تشير إلى غير ذلك. يشير الباحث المسلم محمود محمد أيوب (توفي سنة 2021) إلى موقف المستشرقين الغربيين الكلاسيكيين الذي غالبًا ما يؤيد الأمويين، مع استثناء ماديلونغ. 

## المعركة
- اليوم الأول الأربعاء 1 صفر 37 هـ:

أخرج علي بن أبي طالب في اليوم الأول الأشتر النخعي على رأس مجموعة كبيرة من الجيش. وأخرج معاوية بن أبي سفيان، حبيب بن مسلمة مع مجموعة كبيرة من جيشه، ودارت الحرب بين الفريقين بشدة منذ الصباح وحتى المغرب، وقُتل الكثير من الفريقين، وكان قتالا متكافئًا.
- اليوم الثاني الخميس 2 صفر 37 هـ:

وفي اليوم التالي، أخرج علي بن أبي طالب، هاشم بن عتبة بن أبي وقاص أحد المجاهدين الذين لمعت أسماءهم كثيرًا في فتوح فارس والروم، وأخرج معاوية بن أبي سفيان أبا الأعور السلمي، ودار قتال شديد بين الجيشين، فتساقط القتلى من الفريقين دون أن تكون الغلبة لأحدهما.
- اليوم الثالث الجمعة 3 صفر 37 هـ:

في اليوم الثالث خرج على جيش العراق عمار بن ياسر، و كان حينذاك قد تجاوز التسعين من عمره، وعلى جيش الشام عمرو بن العاص، وتقاتل الفريقان من الصباح حتى المغرب، ثم استشهد عمار بن ياسر في تلك المعركة ولم يتحقق النصر لأي من الفريقين على الآخر.
- اليوم الرابع السبت 4 صفر 37 هـ:

في اليوم الرابع خرج على فريق علي بن أبي طالب محمد بن علي بن أبي طالب المُسمّى محمد بن الحنفية، وعلى جيش الشام عبيد الله بن عمر بن الخطاب، ودار القتال بين الفريقين من الصباح إلى المساء، وسقط القتلى من الطرفين ثم تحاجزا، ولم تتم الغلبة لأحد على الآخر.
- اليوم الخامس الأحد 5 صفر 37 هـ:

خلال اليوم الخامس، كان على فريق علي بن أبي طالب عبد الله بن عباس، وعلى الفريق الآخر الوليد بن عقبة، وتقاتل الفريقان طوال اليوم دون أن يحرز أحدهما النصر.
- اليوم السادس الإثنين 6 صفر 37 هـ:

في اليوم السادس ولي على فريق العراق قيس بن سعد، وعلى جيش الشام شرحبيل بن ذي الكلاع، وكان هو في جيش معاوية، وقد قُتل والده ذو الكلاع الحميري في هذه المعركة، ودار قتال شديد بين الفريقين من الصباح إلى المساء، تساقط خلاله القتلى وكثر الجرحى دون أن تكون الغلبة لأحد الفريقين.
- اليوم السابع الثلاثاء 7 صفر 37 هـ:

وفي اليوم السابع خرج للمرة الثانية كل من الأشتر النخعي على مجموعة من جيش العراق، وحبيب بن مسلمة على جيش الشام فكلاهما قائدا الجيشين خلال اليوم الأول كذلك.
وفي مساء هذا اليوم، تبين أن استمرار هذا الأمر، من إخراج فرقة تتقاتل مع الفرقة الأخرى دون أن يكون النصر لأحد سيأتي على المسلمين بالهلاك، ولن يحقق المقصود، وهو إنهاء هذه الفتنة. وكان علي بن أبي طالب يفعل ذلك ليجنّب المسلمين خطر التقاء الجيشين الكبيرين، ولئلا تُراق دماء كثيرة، فكان يخرج مجموعة من الجيش لعلها أن تهزم المجموعة الأخرى، فيعتبروا ويرجعوا عن ما هم عليه من الخروج عليه، وكذلك كان معاوية بن أبي سفيان يخرّج مجموعة من جيشه فقط دون الجيش كله ليمنع بذلك إراقة دماء المسلمين. فقرر علي بن أبي طالب أن يخرج بجيشه كله لقتال جيش الشام، وكذلك قرر معاوية بن أبي سفيان، وبقي الجيشان طوال هذه الليلة يقرؤون القرآن ويصلون ويدعون الله أن يمكنهم من رقاب الفريق الآخر جهادًا في سبيل الله، ويدوّي القرآن في أنحاء المعسكرين، وبايع جيش الشام معاوية على الموت، فليس عندهم تردد فيما وصلوا إليه باجتهادهم، ويستعدون للقاء الله تعالى على الشهادة في سبيله، ومع أنهم يعلمون أنهم يقاتلون فريقًا فيه كبار الصحابة: علي بن أبي طالب، وعبد الله بن عباس، وغيرهم، إلا أنه كان معهم أيضًا الكثير من الصحابة: معاوية بن أبي سفيان، وعمرو بن العاص، وعبد الله بن عمرو بن العاص، وهو من أفقه الصحابة، ولم يكن يرغب على الإطلاق أن يقاتل في صف معاوية ولا في صف علي ولم يشترك في هذه المعركة إلا لأن الرسول صلى الله عليه وسلم كان قد أوصاه بألا يخالف أباه، وقد أمره أبوه عمرو بن العاص أن يشارك في القتال، فاشترك في الحرب، غير أنه لم يقاتل ولم يرفع سيفًا في وجه أحد من المسلمين.
- اليوم الثامن الأربعاء 8 صفر 37 هـ:

وفي اليوم الثامن خرج علي بن أبي طالب بنفسه على رأس جيشه، كما خرج معاوية بن أبي سفيان على رأس جيشه، ودار بين المسلمين من الطرفين قتال عنيف وشرس، لم يحدث مثله من قبل، وثبت الفريقان لبعضهما ولم يفرّ أحد، ودار القتال من الصباح حتى العشاء، وتحاجز الفريقان بعد سقوط الكثير من القتلى والجرحى.
- اليوم التاسع الخميس 9 صفر 37 هـ:

وفي اليوم التاسع صلّى علي بن أبي طالب الصبح، وخرج مباشرة لساحة القتال مستأنفًا من جديد، كان على ميمنة علي بن أبي طالب عبد الله بن بديل، وعلى ميسرته عبد الله بن عباس، فهجم عبد الله بن بديل على ميسرة معاوية بن أبي سفيان وعليها حبيب بن مسلمة، وأجبرهم عبد الله بن بديل على التوجه إلى القلب، وبدأ جيش علي في إحراز بعض من النصر، ويرى ذلك معاوية، فيوجه جيشه لسد هذه الثغرة، وينجح جيشه بالفعل في سد الثغرة ويردّون عبد الله بن بديل عن ميسرتهم، وقُتل في هذا اليوم خلق كثير، وانكشف جيش علي بن أبي طالب حتى وصل الشاميون إلى علي، فقاتل بنفسه قتالًا شديدًا، وتقول بعض الروايات إنه قتل وحده في هذه الأيام خمسمائة من الفريق الآخر.
بدأ جيش علي بن أبي طالب في الانكسار بعد الهجمة التي شنها عليها جيش معاوية بن أبي سفيان، فأمر علي بن أبي طالب الأشتر النخعي لينقذ الجانب الأيمن من الجيش، واستطاع بقوة بأسه وكلمته على قومه أن ينقذ الموقف، وأظهر بأسه وقوته وشجاعته في هذا الموقف، ورد الأمر إلى نصابه، واستطاعت ميمنة الجيش من السيطرة مرةً أخرى على أماكنها التي كانت قد انسحبت منها.
وقتل في هذا اليوم عبد الله بن بديل وتكاد الكرة تكون على جيش علي، لولا أن ولّى علي على الميمنة الأشتر النخعي.

## نتائج المعركة
لمّا رأى معاوية بن أبي سفيان انتصارات جيش علي على جيشه، وقد قرب منه القائد مالك الأشتر مع مجموعته، دعا عمرو بن العاص إلى خطّة للوقوف أمام هذه الانتصارات. فقام عمرو بن العاص بحث جيش معاوية إلى رفع المصاحف على أسنّة الرماح، ومعنى ذلك أنّ القرآن حكم بينهم، ليدعو جيش علي إلى التوقف عن القتال ويدعون علياً إلى حكم القرآن. ويرفض فلهوزن الفرضية القائلة بأن رفع المصاحف كان خدعة من قبل عمرو بن العاص، فيؤكد ان أهل الشام كانوا مؤمنين بأنهم على حق مثل أهل العراق فأرادوا التحاكم الى كتاب الله.
وفعلاً جاء زهاء عشرين ألف مقاتل من جيش علي حاملين سيوفهم على عواتقهم، وقد اسودّت جباههم من السجود، يتقدّمهم عصابة من القرّاء الذين صاروا خوارج فيما بعد، فنادوه باسمه لا بإمرة المؤمنين: «يا علي، أجب القوم إلى كتاب الله إذا دُعيت، وإلاّ قتلناك كما قتلنا ابن عفّان، فوالله لنفعلنّها إن لم تجبهم» وكان علي في هذا الموقف أمام خيارين: فإما المضي بالقتال، ومعنى ذلك أنّه سيقاتل ثلاثة أرباع جيشه وجيش أهل معاوية. وإما القبول بالتحكيم وهو أقلّ الشرّين خطراً. فقبل علي بن أبي طالب التحكيم وترك القتال. فتعاهدوا على ذلك، واتفقوا على ألا ينقض أحد عهده، وأنهم سوف يذهبون لقتلهم، أو يموتون، وتواعدوا أن يقتلوهم شهر رمضان، وكتموا الأمر عن الناس جميعًا إلا القليل، ومن هؤلاء القليل من تاب وحدّث بهذا الأمر.
وتوقف القتال وأذن علي بالرحيل إلى الكوفة، وتحرك معاوية بجيشه نحو الشام، وأمر كل منهما بإطلاق أسرى الفريق الآخر وعاد كُلٌّ إلى بلده.
قُتل من الطرفين خلال المعركة سبعون ألف شهيد، فمن أصحاب معاوية بن أبي سفيان قتل خمسة وأربعون ألفاً، ومن أصحاب علي بن أبي طالب خمسة وعشرون ألفاً.

## التحكيم

دولة الخِلافة الراشدة بعد التحكيم بين عليّ ومُعاوية:
الأقاليم الخاضعة لعليّ
الأقاليم الخاضعة لمُعاوية
الأقاليم الخاضعة لعمرو بن العاص

اتفق الفريقان على التحكيم، فوكل معاوية عمرو بن العاص حكمًا من عنده، ووكل علي أبا موسى الأشعري حكمًا من عنده، وكان مقر اجتماع الحكمين في دومة الجندل في رمضان سنة 37 هـ الموافق 658م.:83 وقد جاء في قصة التحكيم العديد من الروايات التي يختلف عليها أهل السنة والجماعة والشيعة، فالعديد من هذه الروايات يعتقد أهل السنة أنها إما ضعيفة أو موضوعة؛ والعكس أيضًا.:123

### الذين شهدوا التحكيم من الفريقين
وشهد هذا الاجتماع عشرة من كل فريق، فمن أصحاب علي بن أبي طالب شهده كل من: عبد الله بن عباس، الأشعث بن قيس الكندي، سعيد بن قيس الهمداني، حجر بن عدي الكندي، عقبة بن زياد الحضرمي.
ومن أصحاب معاوية بن أبي سفيان شهد الاجتماع كل من: أبو الأعور السلمي، حبيب بن مسلمة الفهري، عبد الرحمن بن خالد المخزومي، يزيد بن الحر العبسي، حمزة بن مالك الهمداني.

### التقاء الحَكمين
اجتمع الحكمان في دومة الجندل بأذرح، وكان عمرو بن العاص المفاوض من قبل جيش معاوية بن أبي سفيان، وأبو موسى الأشعري المفاوض من قبل جيش علي بن أبي طالب، وتوقف القتال وأذن علي بالرحيل إلى الكوفة، وتحرك معاوية بجيشه نحو الشام، وأمر كل منهما بإطلاق أسرى الفريق الآخر وعاد كل إلى بلده.

### متن صحيفة التحكيم
جاء في قصة التحكيم العديد من الروايات التي يختلف عليها أهل السنة والجماعة والشيعة، فالعديد من هذه الروايات يعتقد أهل السنة أنها إما ضعيفة أو موضوعة؛ والعكس أيضًا. وقد ذكر محمد بن جرير الطبري في تاريخه نص الوثيقة:
| معركة صفين | هذا ما تَقاضى عليه عليُّ بن أبي طالب ومعاوية بن أبي سفيان؛ قاضى عليٌّ على أهل الكوفة ومَن معهم مِن شيعتهم من المؤمنين والمسلمين، وقاضى معاوية على أهل الشام ومَن كان معهم من المؤمنين والمسلمين. 1. إنَّا نَنزل عند حكم الله عز وجل وكتابه، ولا يجمع بيننا غيرُه. 2. وإنَّ كتاب الله عز وجل بيننا من فاتحته إلى خاتمته، نُحيي ما أحيا، ونُميتُ ما أمات، فما وجد الحكَمانِ في كتاب الله عز وجل - وهما أبو موسى الأشعري عبد الله بن قيس، وعمرو بن العاص القرشي - عمِلَا به، وما لم يجِدا في كتاب الله عز وجل فالسنَّة العادلة الجامعة غير المفرِّقة. 3. وأخذ الحَكَمان من عليٍّ ومعاوية ومن الجندين من العهود والميثاق والثقة من الناس، أنهما آمنانِ على أنفسهما وأهلهما، والأمَّة لهما أنصار على الذي يتقاضيان عليه. 4. وعلى المؤمنين والمسلمين من الطائفتين كلتيهما عهدُ الله وميثاقه على ما في هذه الصحيفة، وأنْ قد وجبت قضيتهما على المؤمنين؛ فإن الأمن والاستقامة ووضع السلاح بينهم أينما ساروا على أنفسهم وأهليهم وأموالهم، وشاهدهم وغائبهم. 5. وعلى عبد الله بن قيس وعمرو بن العاص عهدُ الله وميثاقه أن يَحكما بين هذه الأمَّة، ولا يردَّاها في حرب ولا فُرقة حتى يعصيا. 6. وأجل القضاء إلى رمضان، وإن أحبَّا أن يؤخِّرا ذلك أخَّراه على تراضٍ منهما. 7. وإن توفِّي أحَد الحكَمينِ، فإنَّ أمير الشيعة يختار مكانه ولا يألو من أهل المعدلة والقسط. 8. وإن مكان قضيتهما الذي يقضيان فيه مكان عدلٌ بين أهل الكوفة وأهل الشام؛ وإن رضيا وأحبَّا فلا يَحضرهما فيه إلَّا من أرادا. 9. ويأخذ الحَكَمان من أرادا من الشهود. 10. ثم يكتبان شهادتهما على ما في هذه الصحيفة. 11. وهم أنصارٌ على مَن ترك ما في هذه الصحيفة، وأراد فيه إلحادًا وظلمًا. 12. اللهمَّ إنَّا نستنصرك على مَن ترك ما في هذه الصحيفة. | معركة صفين |

وذكر ابن عساكر أن هذه الوثيقة أُعلنت في شعبان سنة 38 هـ الموافق 659م، فاجتمع الناس إليهما، ويروى أنه كان بينهما كلامًا في السر خالفه عمرو بن العاص، فقدم أبو موسى فتكلم وخلع عليًا ومعاوية، ثم تكلم عمرو فخلع عليًا وأثبت معاوية، فتفرق الحكمان، بايع أهل الشام معاوية في ذي القعدة.:127 علق على هذه القصة ابن كثير الدمشقي فقال: «هذا لا يصح سند به، ولا يرويه إلا من لا يوثق بروايته من الإخباريين التالفين، أمثال أبي مخنف لوط بن يحيى». وروى محمد بن إسماعيل البخاري في التاريخ الكبير رواية تخالف هذه القصة، وتذكر أن أبا موسى وعمرًا اتفقا على خلع عليًا ومعاوية وأن يعهدا بأمر الخلافة إلى أحد أعيان الصحابة الذين توفي النبي وهو راضٍ عنهم، فروى البخاري عن حضين بن المنذر قال: لما عزل عمرو معاوية جاء -أي حضين بن المنذر- فضرب فسطاطه قريبًا من فسطاط معاوية، فبلغ نبأه معاوية، فأرسل إليه فقال: «إنه بلغني عن هذا -أي عن عمرو- كذا وكذا، فاذهب فانظر ما هذا الذي بلغني عنه. فأتيته، فقلت: أخبرني عن الأمر الذي وليت أنت وأبو موسى، كيف صنعتما فيه؟ قال: قد قال الناس في ذلك ما قالوا، والله ما كان الأمر على ما قالوا، ولكن قلت لأبي موسى: ما ترى في هذا الأمر؟ قال أرى أنه في النفر الذين توفي رسول الله صلى الله عليه وسلم وهو عنهم راضٍ. قلت: فأين تجعلني أنا ومعاوية؟ فقال: إن يستعن بكما ففيكما معونة».

## وصلات خارجية
- معركة صفين - الشبكة الإسلامية - مصدر سُنِّي.

| سبقه موقعة الجمل 36 هـ | المعارك الإسلامية معركة صفين 37 هـ | تبعه معركة النهروان 38 هـ |